# جدل الزربة (حبيش)

تعديل مصدري - تعديل

جدل الزربة محلة تابعة لقرية بركة، التابعة لعزلة بني معين بمديرية حبيش إحدى مديريات محافظة إب في الجمهورية اليمنية، بلغ تعداد سكانها 49 حسب تعداد اليمن لعام 2004.